# نونو ريبيرو
نونو ريبيرو (بالبرتغالية: Nuno Ribeiro‏) هو دراج برتغالي، ولد في 9 سبتمبر 1977 في Sobrado ‏ في البرتغال.

## وصلات خارجية
- نونو ريبيرو على موقع الاتحاد الدولي للدراجات (الإنجليزية)
- نونو ريبيرو على موقع أرشيف الدراجات (الإنجليزية)
- نونو ريبيرو على موقع إحصائيات الدراجات الإحترافية (الإنجليزية)
- نونو ريبيرو على موقع نسبة الدراجات (الإنجليزية)
- نونو ريبيرو على موقع CycleBase (الإنجليزية)
- نونو ريبيرو على موقع أوليمبيديا (الإنجليزية)